# Хусейн Хегази
Хусейн Хегази (на арабски: حسين حجازي) е египетски футболист и лекоатлет.
Той е първият футболист от Египет, играл в Англияя и първият треньор в историята на египетския национален отбор.

## Клубна кариера
Роден е в семейството на аристократа Мохамед бей Хегази. През 1911 г. постъпва в Университетски колеж Лондон, за да учи инженерство. Там играе в „Далич Хамлет“, сред най-силните отбори в любителската Истмиън лига.
3 месеца след дебюта си за „Далич“ е поканен от професионалния „Фулъм“. Дебютира за „Фулъм“ във втора дивизия на Футболната лига в мач срещу Стокпорт и вкарва гол. Въпреки това Хегази не подписва договор с „Фулъм“ и решава да остане в „Далич“. През 1912 г. изиграва 2 мача за втория отбор на „Милуол“ и записва 5 участия в сборния отбор на Лондон. С „Далич“ участва в 2 европейски турнета, когато отборът записва престижни победи над съперници като „Аякс“ и „Лил“.
През 1914 г. се завръща в Египет и играе за отбора на клуб „Сека“. През 1915 г. преминава в „Ал Ахли“. Създава свой клуб „Хусейн Хегази XI“. Играе в „Ал Ахли“ до 1923 г., като през сезон 1922/23 печели Купата на Султан Хюсеин. Напуска „Ал Ахли“, тъй като на новия стадион на клуба няма зала за билярд, и преминава в заклетия съперник на тима – „Замалек“. Въпреки това популярността на Хегази е толкова голяма, че привържениците подкрепят този отбор, в който той играе. Завръща се в „Ал Ахли“ през сезон 1928/29 и печели първенството на Кайро, както и Купата на Султана. Следващата година обаче отново облича екипа на „Замалек“, като играе в тима до 1931 г.

## Национален отбор
От 1920 до 1924 г. е играещ треньор на националния отбор на Египет и го води на 2 олимпиади. Общо на олимпийските игри в Антверпен и Париж записва 6 мача и вкарва 4 гола. Попада в състава на Египет за летните олимпийски игри през 1928 г., но не се появява на терена.

## Лека атлетика
Изявява се и в лекато атлетика. Има 4 национални титли като бегач на 400 и 800 метра.

## Успехи
- Купа на Султан Хюсеин – 1923, 1929
- Шампионат на Кайро – 1929